# Transportador de yodo NIS
El transportador de yodo NIS, en biología molecular, es una proteína transmembrana denominada así por la científica mexicana Nancy Carrasco, ya que funciona como un simportador activo I-/2Na+ que permite el pasaje de yoduros al interior de la célula en contra del gradiente electroquímico y está ubicado principalmente en las membranas plasmáticas del epitelio de las microvellosidades intestinales del duodeno y yeyuno y también en el borde basolateral de las células foliculares tiroideas, además a modo de regulación también se expresa en las glándulas salivales, estómago, piel y en las glándulas mamarias lactantes. Es esencial para la síntesis de las hormonas tiroideas y también es la molécula clave que hace posible el tratamiento del cáncer tiroideo por medio de yoduro radiactivo, la terapia oncológica por radiación interna más efectiva que existe. 

La NIS es esencial para la síntesis de las hormonas tiroideas y también es la molécula clave que hace posible el tratamiento del cáncer tiroideo por medio de yoduro radiactivo, la terapia oncológica por radiación interna más efectiva que existe.

NIS es también el mediador del transporte de yoduro en otros tejidos como las glándulas salivales, el estómago, la glándula mamaria en su etapa lactante y el intestino. Haberla clonado se considera un logro muy significativo en el estudio de la tiroides a nivel molecular y de los transportadores de membrana plasmática.